# Thietan
Thietan, auch Trimethylensulfid genannt, ist der einfachste schwefelhaltige gesättigte viergliedrige Heterocyclus.

## Darstellung
Thietan kann in sehr schlechter Ausbeute aus der Reaktion zwischen 1,3-Dioxan-2-on und Kaliumthiocyanat gewonnen werden. Als Nebenprodukte entstehen Kaliumcyanat und Kohlenstoffdioxid.
{\displaystyle \mathrm {C_{4}H_{6}O_{3}+\ KSCN\longrightarrow \ C_{3}H_{6}S+\ KOCN+\ CO_{2}} }
Ein besserer Syntheseweg ist durch die Reaktion zwischen 1,3-Dibrompropan und Natriumsulfid gegeben.
{\displaystyle \mathrm {Br{-}(CH_{2})_{3}{-}Br+\ Na_{2}S\longrightarrow \ C_{3}H_{6}S+2\ NaBr} }

## Eigenschaften
Thietan ist eine farblose, unangenehm riechende Flüssigkeit, die unter Normaldruck bei 94,8 °C siedet. Die Dampfdruckfunktion ergibt sich nach Antoine entsprechend log10(P) = A−(B/(T+C)) (P in bar, T in K) mit A = 4,14157, B = 1321,331 und C = −48.637 im Temperaturbereich von 321,5 bis 404,8 K. In fester Phase werden zwei polymorphe Kristallformen gebildet, wo sich bei −96 °C die Kristallform II in die Kristallform I umwandelt. Der Schmelzpunkt liegt dann bei −73 °C. Das Molekül ist nicht perfekt quadratisch gebaut, sondern besitzt eine verzerrte Struktur. Der Bindungswinkel am Schwefel beträgt 78°, während der gegenüberliegende Kohlenstoff einen Bindungswinkel von 97° aufweist. Die C-S-Bindungslänge beträgt 185,1 pm, die C–C-Bindungslänge 154,9 pm.

## Reaktionen
Mit Nukleophilen reagiert Thietan unter Ringöffnung. So bildet sich beispielsweise aus der Umsetzung mit n-BuLi ein unsymmetrischer Thioether.
{\displaystyle \mathrm {C_{3}H_{6}S+\ C_{4}H_{9}Li\longrightarrow \ C_{4}H_{9}-S-C_{3}H_{7}} }
Die Umsetzung mit elementaren Halogenen ermöglicht die Darstellung an beiden Kettenenden halogenierter offenkettiger Disulfide.